# 7170 Livesey
7170 Livesey este un asteroid din centura principală, descoperit pe 30 iunie 1987, de Robert McNaught.